# Route nationale 792
Die Route nationale 792, kurz N 792 oder RN 792, war eine französische Nationalstraße, die von 1933 bis 1973 zwischen Plancoët und einer Kreuzung mit der Route nationale 164bis südlich von Plémet verlief. Ihre Gesamtlänge betrug 55 Kilometer.